# Ukrajna a 2014. évi téli olimpiai játékokon
Ukrajna az oroszországi Szocsiban megrendezett 2014. évi téli olimpiai játékok egyik részt vevő nemzete volt. Az országot az olimpián 9 sportágban 45 sportoló képviselte, akik összesen 2 érmet szereztek.

## Érmesek
| Érem  | Versenyző                                                          | Sportág | Versenyszám        |
| ----- | ------------------------------------------------------------------ | ------- | ------------------ |
| Arany | Vita Szemerenko Julija Dzsima Valentina Szemerenko Olena Pidhrusna | Biatlon | Női 4 × 6 km váltó |
| Bronz | Vita Szemerenko                                                    | Biatlon | Női 7,5 km sprint  |

## Alpesisí
Férfi
| Versenyző    | Versenyszám            | 1. futam | 1. futam | 2. futam | 2. futam | Összesítés | Összesítés |
| Versenyző    | Versenyszám            | Idő      | Hely.    | Idő      | Hely.    | Idő        | Helyezés   |
| ------------ | ---------------------- | -------- | -------- | -------- | -------- | ---------- | ---------- |
| Dmitro Micak | Műlesiklás             | 1:01,57  | 72.      | kizárták | kizárták | kiesett    | kiesett    |
| Dmitro Micak | Óriás-műlesiklás       | 1:34,22  | 67.      | 1:37,18  | 64.      | 3:11,40    | 60.        |
| Dmitro Micak | Szuperóriás-műlesiklás |          |          |          |          | 1:28,51    | 52.        |

Női
| Versenyző        | Versenyszám            | 1. futam | 1. futam | 2. futam | 2. futam | Összesítés | Összesítés |
| Versenyző        | Versenyszám            | Idő      | Hely.    | Idő      | Hely.    | Idő        | Helyezés   |
| ---------------- | ---------------------- | -------- | -------- | -------- | -------- | ---------- | ---------- |
| Bohdana Macjocka | Óriás-műlesiklás       | 1:25,25  | 48.      | 1:25,28  | 45.      | 2:50,53    | 43.        |
| Bohdana Macjocka | Szuperóriás-műlesiklás |          |          |          |          | 1:31,58    | 27.        |

## Biatlon
Férfi
| Versenyző                                                        | Versenyszám            | Időeredmény | Lövőhiba    | Helyezés |
| ---------------------------------------------------------------- | ---------------------- | ----------- | ----------- | -------- |
| Andrij Derizemlja                                                | 10 km sprint           | 25:29,0     | 1 (0+1)     | 22.      |
| Andrij Derizemlja                                                | 12,5 km üldözőverseny  | 36:21,5     | 3 (0+0+1+2) | 36.      |
| Andrij Derizemlja                                                | 20 km egyéni indításos | 54:40,0     | 3 (0+2+1+0) | 46.      |
| Artem Prima                                                      | 10 km sprint           | 25:57,6     | 1 (0+1)     | 32.      |
| Artem Prima                                                      | 12,5 km üldözőverseny  | 37:39,3     | 4 (0+1+2+1) | 44.      |
| Artem Prima                                                      | 20 km egyéni indításos | 58:35,2     | 7 (3+1+0+3) | 81.      |
| Szerhij Szemenov                                                 | 10 km sprint           | 26:10,4     | 1 (1+0)     | 41.      |
| Szerhij Szemenov                                                 | 12,5 km üldözőverseny  | 36:48,1     | 3 (0+2+1+0) | 39.      |
| Szerhij Szemenov                                                 | 20 km egyéni indításos | 51:07,9     | 1 (1+0+0+0) | 9.       |
| Szerhij Szednev                                                  | 10 km sprint           | 26:16,8     | 1 (1+0)     | 44.      |
| Szerhij Szednev                                                  | 12,5 km üldözőverseny  | 39:33,8     | 3 (1+0+1+1) | 54.      |
| Dmitro Pidrucsnij                                                | 20 km egyéni indításos | 55:53,4     | 3 (1+0+1+1) | 55.      |
| Dmitro Pidrucsnij Andrij Derizemlja Artem Prima Szerhij Szemenov | 4 × 7,5 km váltó       | 1:14:21,1   | 0+7         | 9.       |

Női
| Versenyző                                                          | Versenyszám            | Időeredmény | Lövőhiba    | Helyezés   |
| ------------------------------------------------------------------ | ---------------------- | ----------- | ----------- | ---------- |
| Vita Szemerenko                                                    | 7,5 km sprint          | 21:28,5     | 0 (0+0)     |            |
| Vita Szemerenko                                                    | 10 km üldözőverseny    | 30:40,3     | 2 (0+1+1+0) | 10.        |
| Vita Szemerenko                                                    | 12,5 km tömegrajtos    | 37:16,1     | 1 (0+0+1+0) | 16.        |
| Vita Szemerenko                                                    | 15 km egyéni indításos | 48:29,2     | 3 (0+0+0+3) | 29.        |
| Valentina Szemerenko                                               | 7,5 km sprint          | 21:44,9     | 1 (0+1)     | 12.        |
| Valentina Szemerenko                                               | 10 km üldözőverseny    | 30:23,6     | 1 (1+0+0+0) | 5.         |
| Valentina Szemerenko                                               | 12,5 km tömegrajtos    | 37:03,5     | 2 (0+0+2+0) | 12.        |
| Valentina Szemerenko                                               | 15 km egyéni indításos | 47:28,2     | 2 (1+0+1+0) | 19.        |
| Olena Pidhrusna                                                    | 7,5 km sprint          | 22:12,8     | 1 (0+1)     | 26.        |
| Olena Pidhrusna                                                    | 10 km üldözőverseny    | 31:54,2     | 1 (0+0+0+1) | 22.        |
| Olena Pidhrusna                                                    | 12,5 km tömegrajtos    | 36:37,1     | 0 (0+0+0+0) | 7.         |
| Olena Pidhrusna                                                    | 15 km egyéni indításos | 45:59,5     | 1 (0+0+0+1) | 8.         |
| Julija Dzsima                                                      | 7,5 km sprint          | 22:55,5     | 3 (1+2)     | 42.        |
| Julija Dzsima                                                      | 10 km üldözőverseny    | nem indult  | nem indult  | nem indult |
| Julija Dzsima                                                      | 12,5 km tömegrajtos    | 38:10,8     | 4 (0+0+2+2) | 22.        |
| Julija Dzsima                                                      | 15 km egyéni indításos | 45:49,9     | 1 (0+1+0+0) | 7.         |
| Vita Szemerenko Julija Dzsima Valentina Szemerenko Olena Pidhrusna | 4 × 6 km váltó         | 1:10:02,5   | 0+5         |            |

Vegyes
| Versenyző                                                            | Versenyszám  | Időeredmény | Lövőhiba | Helyezés |
| -------------------------------------------------------------------- | ------------ | ----------- | -------- | -------- |
| Natalija Burdiha Marija Panfilova Andrij Derizemlja Szerhij Szemenov | Vegyes váltó | 1:12:05,2   | 1+8      | 7.       |

## Északi összetett
| Versenyző         | Versenyszám        | Síugrás | Síugrás | Síugrás | Síugrás    | Sífutás | Összesítés | Összesítés |
| Versenyző         | Versenyszám        | Táv     | Pont    | Hely.   | Időhátrány | Idő     | Idő        | Helyezés   |
| ----------------- | ------------------ | ------- | ------- | ------- | ---------- | ------- | ---------- | ---------- |
| Viktor Paszicsnik | Normálsánc + 10 km | 95,0    | 112,1   | 27.     | +1:18      | 26:13,5 | 27:31,5    | 42.        |
| Viktor Paszicsnik | Nagysánc + 10 km   | 122,5   | 104,6   | 20.     | +1:38      | 23:59,6 | 25:37,6    | 30.        |

## Műkorcsolya
| Versenyző                         | Versenyszám  | Rövid program | Rövid program | Kűr     | Kűr     | Összesítés | Összesítés |
| Versenyző                         | Versenyszám  | Pont          | Hely.         | Pont    | Hely.   | Pont       | Helyezés   |
| --------------------------------- | ------------ | ------------- | ------------- | ------- | ------- | ---------- | ---------- |
| Jakiv Hodorozsa                   | Férfi egyéni | 62,65         | 21.           | 119,54  | 19.     | 182,19     | 20.        |
| Natalija Popova                   | Női egyéni   | 47,42         | 28.           | kiesett | kiesett | kiesett    | kiesett    |
| Julija Lavrentyjeva / Jurij Rudik | Páros        | 44,30         | 20.           | kiesett | kiesett | kiesett    | kiesett    |

| Versenyző                           | Versenyszám | Eredeti (original) tánc | Eredeti (original) tánc | Kűr     | Kűr     | Összesítés | Összesítés |
| Versenyző                           | Versenyszám | Pont                    | Hely.                   | Pont    | Hely.   | Pont       | Helyezés   |
| ----------------------------------- | ----------- | ----------------------- | ----------------------- | ------- | ------- | ---------- | ---------- |
| Siobhan Heekin-Canedy / Dmitro Duny | Jégtánc     | 41,90                   | 24.                     | kiesett | kiesett | kiesett    | kiesett    |

| Versenyző | Versenyszám   | Rövid program | Rövid program | Rövid program | Rövid program | Rövid program | Rövid program | Kűr         | Kűr         | Kűr         | Kűr         | Összesen | Összesen |
| Versenyző | Versenyszám   | Férfi         | Páros         | Jégtánc       | Női           | Összesen      | Összesen      | Páros       | Férfi       | Jégtánc     | Női         | Összesen | Összesen |
| Versenyző | Versenyszám   | Pont Csapat   | Pont Csapat   | Pont Csapat   | Pont Csapat   | Pont          | Hely.         | Pont Csapat | Pont Csapat | Pont Csapat | Pont Csapat | Pont     | Hely.    |
| --- | ------------- | ------------- | ------------- | ------------- | ------------- | ------------- | ------------- | ----------- | ----------- | ----------- | ----------- | -------- | -------- |
| Jakiv Hodorozsa (F) Natalija Popova (N) Julija Lavrentyjeva / Jurij Rudik (P) Siobhan Heekin-Canedy / Dmitro Duny (J) | Csapatverseny | 60,51 3       | 46,34 2       | 49,19 2       | 53,44 3       | 10            | 9.            | kiesett     | kiesett     | kiesett     | kiesett     | kiesett  | kiesett  |

## Rövidpályás gyorskorcsolya
Női
| Versenyző        | Versenyszám | Előfutam | Előfutam | Negyeddöntő | Negyeddöntő | Elődöntő | Elődöntő | B döntő | B döntő | Döntő   | Döntő   | Helyezés |
| Versenyző        | Versenyszám | Idő      | Hely.    | Idő         | Hely.       | Idő      | Hely.    | Idő     | Hely.   | Idő     | Hely.   | Helyezés |
| ---------------- | ----------- | -------- | -------- | ----------- | ----------- | -------- | -------- | ------- | ------- | ------- | ------- | -------- |
| Szofija Vlaszova | 1000 m      | 1:32,495 | 4.       | kiesett     | kiesett     | kiesett  | kiesett  | kiesett | kiesett | kiesett | kiesett | 26.      |

## Síakrobatika
Ugrás
| Versenyző             | Versenyszám | Selejtező  | Selejtező  | Selejtező  | Selejtező  | Döntő      | Döntő      | Döntő      | Döntő      | Döntő      | Helyezés |
| Versenyző             | Versenyszám | 1. forduló | 1. forduló | 2. forduló | 2. forduló | 1. forduló | 1. forduló | 2. forduló | 2. forduló | 3. forduló | Helyezés |
| Versenyző             | Versenyszám | Pont       | Hely.      | Pont       | Hely.      | Pont       | Hely.      | Pont       | Hely.      | Pont       | Helyezés |
| --------------------- | ----------- | ---------- | ---------- | ---------- | ---------- | ---------- | ---------- | ---------- | ---------- | ---------- | -------- |
| Olekszandr Abramenko  | Férfi       | 109,50     | 6. D       |            |            | 119,03     | 3.         | 113,12     | 6.         | kiesett    | 6.       |
| Mikola Puzderko       | Férfi       | 98,41      | 12.        | 77,88      | 14.        | kiesett    | kiesett    | kiesett    | kiesett    | kiesett    | 20.      |
| Olha Poljuk           | Női         | 70,76      | 12.        | 74,97      | 9.         | kiesett    | kiesett    | kiesett    | kiesett    | kiesett    | 15.      |
| Anasztaszija Novoszad | Női         | 56,84      | 18.        | 74,34      | 10.        | kiesett    | kiesett    | kiesett    | kiesett    | kiesett    | 16.      |
| Nagyija Mohnacka      | Női         | 52,44      | 19.        | 69,31      | 11.        | kiesett    | kiesett    | kiesett    | kiesett    | kiesett    | 17.      |
| Nagyija Gyidenko      | Női         | nem indult | nem indult | nem indult | nem indult | kiesett    | kiesett    | kiesett    | kiesett    | kiesett    | 23.      |

## Sífutás
Férfi
| Versenyző                              | Versenyszám  | Selejtező | Selejtező | Negyeddöntő | Negyeddöntő | Elődöntő | Elődöntő | Döntő   | Döntő    |
| Versenyző                              | Versenyszám  | Idő       | Hely.     | Idő         | Hely.       | Idő      | Hely.    | Idő     | Helyezés |
| -------------------------------------- | ------------ | --------- | --------- | ----------- | ----------- | -------- | -------- | ------- | -------- |
| Olekszij Kraszovszkij                  | 15 km        |           |           |             |             |          |          | 44:35,4 | 69.      |
| Olekszij Kraszovszkij                  | Sprint       | 4:35,08   | 81.       | kiesett     | kiesett     | kiesett  | kiesett  | kiesett | 81.      |
| Ruszlan Perehoda                       | Sprint       | 3:43,61   | 50.       | kiesett     | kiesett     | kiesett  | kiesett  | kiesett | 50.      |
| Ruszlan Perehoda Olekszij Kraszovszkij | Csapatsprint |           |           |             |             | 25:31,13 | 11.      | kiesett | 19.      |

Női
| Versenyző                                                                | Versenyszám    | Selejtező | Selejtező | Negyeddöntő | Negyeddöntő | Elődöntő   | Elődöntő   | Döntő     | Döntő       |
| Versenyző                                                                | Versenyszám    | Idő       | Hely.     | Idő         | Hely.       | Idő        | Hely.      | Idő       | Helyezés    |
| ------------------------------------------------------------------------ | -------------- | --------- | --------- | ----------- | ----------- | ---------- | ---------- | --------- | ----------- |
| Valentina Sevcsenko                                                      | 10 km          |           |           |             |             |            |            | 30:33,0   | 24.         |
| Valentina Sevcsenko                                                      | 15 km          |           |           |             |             |            |            | 40:50,7   | 27.         |
| Valentina Sevcsenko                                                      | 30 km          |           |           |             |             |            |            | 1:12:42,6 | 14.         |
| Tetyana Antipenko                                                        | 10 km          |           |           |             |             |            |            | 31:06,9   | 30.         |
| Tetyana Antipenko                                                        | 15 km          |           |           |             |             |            |            | 43:40,3   | 52.         |
| Katerina Hrihorenko                                                      | 10 km          |           |           |             |             |            |            | 32:03,5   | 49.         |
| Katerina Hrihorenko                                                      | 15 km          |           |           |             |             |            |            | 42:47,2   | 49.         |
| Katerina Hrihorenko                                                      | 30 km          |           |           |             |             |            |            | 1:17:53,0 | 38.         |
| Marina Liszohor                                                          | 10 km          |           |           |             |             |            |            | 33:35,4   | 58.         |
| Marina Liszohor                                                          | Sprint         | 2:53,22   | 58.       | kiesett     | kiesett     | kiesett    | kiesett    | kiesett   | 58.         |
| Marina Ancibor                                                           | 15 km          |           |           |             |             |            |            | 42:42,5   | 48.         |
| Marina Ancibor                                                           | 30 km          |           |           |             |             |            |            | 1:16:22,7 | 35.         |
| Marina Ancibor                                                           | Sprint         | 2:40,55   | 34.       | kiesett     | kiesett     | kiesett    | kiesett    | kiesett   | 34.         |
| Katerina Szergyuk                                                        | Sprint         | 2:44,12   | 45.       | kiesett     | kiesett     | kiesett    | kiesett    | kiesett   | 45.         |
| Marina Liszohor Katerina Szergyuk                                        | Csapatsprint   |           |           |             |             | nem indult | nem indult | kiesett   | helyezetlen |
| Tetyana Antipenko Valentina Sevcsenko Marina Ancibor Katerina Hrihorenko | 4 × 5 km váltó |           |           |             |             |            |            | 56:56,1   | 12.         |

## Snowboard
Parallel
| Versenyző        | Versenyszám                 | Selejtező | Selejtező | Nyolcaddöntő      | Negyeddöntő       | Elődöntő          | Döntő             | Helyezés |
| Versenyző        | Versenyszám                 | Idő       | Hely.     | Ellenfél Eredmény | Ellenfél Eredmény | Ellenfél Eredmény | Ellenfél Eredmény | Helyezés |
| ---------------- | --------------------------- | --------- | --------- | ----------------- | ----------------- | ----------------- | ----------------- | -------- |
| Joszip Penyak    | Férfi parallel slalom       | 1:00,17   | 19.       | kiesett           | kiesett           | kiesett           | kiesett           | 19.      |
| Joszip Penyak    | Férfi parallel giant slalom | 1:41,14   | 23.       | kiesett           | kiesett           | kiesett           | kiesett           | 23.      |
| Annamari Csundak | Női parallel slalom         | 1:05,76   | 21.       | kiesett           | kiesett           | kiesett           | kiesett           | 21.      |
| Annamari Csundak | Női parallel giant slalom   | 1:53,71   | 21.       | kiesett           | kiesett           | kiesett           | kiesett           | 21.      |

## Szánkó
| Versenyző                                                        | Versenyszám  | 1. futam | 1. futam | 2. futam | 2. futam | 3. futam | 3. futam | 4. futam | 4. futam | Összesítés | Összesítés |
| Versenyző                                                        | Versenyszám  | Idő      | Hely.    | Idő      | Hely.    | Idő      | Hely.    | Idő      | Hely.    | Idő        | Helyezés   |
| ---------------------------------------------------------------- | ------------ | -------- | -------- | -------- | -------- | -------- | -------- | -------- | -------- | ---------- | ---------- |
| Andrij Kisz                                                      | Férfi egyes  | 53,533   | 30.      | 53,358   | 28.      | 53,046   | 29.      | 52,859   | 28.      | 3:32,796   | 28.        |
| Andrij Mandzij                                                   | Férfi egyes  | 53,653   | 33.      | 53,660   | 32.      | 53,227   | 32.      | 53,062   | 30.      | 3:33,602   | 31.        |
| Olekszandr Oboloncsik Roman Zaharkiv                             | Kettes       | 51,795   | 19.      | 51,233   | 16.      |          |          |          |          | 1:43,028   | 17.        |
| Olena Shumova                                                    | Női egyes    | 51,211   | 18.      | 51,092   | 19.      | 51,128   | 17.      | 1:01,416 | 31       | 3:34,847   | 31.        |
| Olena Szteckiv                                                   | Női egyes    | 52,064   | 28.      | 51,553   | 26.      | 51,991   | 28.      | 51,889   | 26       | 3:27,497   | 26.        |
| Olena Shumova Andrij Kisz Olekszandr Oboloncsik / Roman Zaharkiv | Vegyes váltó |          |          |          |          |          |          |          |          | 2:51,055   | 11.        |